# Maerua grantii
Maerua grantii är en kaprisväxtart som beskrevs av Oliver. Maerua grantii ingår i släktet Maerua och familjen kaprisväxter. Inga underarter finns listade i Catalogue of Life.